# Pod kontrolou
Pod kontrolou (anglicky Surveillance) je americký nezávislý thriller režisérky Jennifer Lynchové z roku 2008, která jej natočila po patnáctileté přestávce od svého debutového snímku Helena v krabici. Hlavní role ztvárnili Julia Ormond, Bill Pullman, Michael Ironside a French Stewart.
Film měl premiéru v roce 2008 při půlnoční projekci na Filmovém festivalu v Cannes, kde byl promítán mimo soutěž. 

## Děj
Agenti FBI Hallaway (Bill Pullman) a Andersonová (Julia Ormond) přijíždějí do venkovského městečka v Nebrasce, aby vyšetřili sérii brutálních vražd a zmizení mladé ženy. Na policejní stanici je očekávají tři přeživší z nedávné „krvavé koupele,“ při které na silnici nedaleko odtud zemřelo několik osob. Jsou jimi malá devítiletá dívka Stephanie (Ryan Simpkinsová), která přišla o matku, bratra a otce, drogově závislá blondýnka Bobbi (Pell Jamesová), jíž zabili přítele a neurvalý místní policista Bennett (Kent Harper), který v přestřelce ztratil parťáka. Agenti spolu s místním policejním kapitánem Billingsem (Michael Ironside) a policisty Wrightem (Charlie Newmark) a Degrassem (Gill Gayle) připravují tři místnosti s paralelním videozáznamem výpovědí svedeným k agentu Hallawayovi. Ten jednotlivá svědectví sleduje ze samostatné místnosti a vstupuje do nich přes mikrofon. 
Kapitán Billingse vyslýchá kolegu Bennetta líčícího události inkriminovaného dne, které se ovšem rozcházejí se skutečností, tak jak je retrospektivně zachycena ve filmu. Se zastřeleným kolegou Conradem (French Stewart) měli policejní hlídku, při které se bavili střílením po kolech kolemjedoucích vozidel. Po defektu zadního kola k nim vždy přijíždí provést silniční kontrolu spojenou se šikanou. První přijímá roli hodného, druhý pak zlého policisty. Tímto způsobem zasáhli také kolo vozu čtyřčlenné rodiny, v němž seděla malá Stephanie, její matka Stephanie, bratr a otec Steven (Hugh Dillon).
Dívka chvíli předtím viděla na silnici auto s bílou dodávkou, obklepené skvrnami krve a zavírající se zadní dveře dodávky. Při snaze sdělit tuto informaci rodičům ji nikdo nevěnuje pozornost. U auta jejich vozu zastavuje červený sporťák mladého zdrogovaného páru – Bobbi a jejího přítele Johnnyho (Mac Miller) s nabídkou pomoci při opravě. všichni zjišťují, že se k nim zezadu blíží policejní hlídka. Oba policisté si rozdělují role, přistupují k autům a hra šikany začíná. Otec musí vystoupit z auta, policista přinutí jeho ženu, aby se s ním líbala, pak ležícímu Stevenovi strká hlaveň do úst a výborně se baví. Jeho kolega mezitím nařizuje blondýnce Bobbi věrohodný přednes nenávisti k jejímu příteli. Poté, co oba strážci zákona odchází do auta, k jejich dveřím zamíří malá Stephanie a sděluje jim svůj zvláštní zážitek. Otáčejí auto a jedou věc prověřit. 
Mezitím obě postižené posádky diskutují o zvrhlosti policistů, kteří skutečně nalézají odstavené auto a uvědomují si, že v protisměru je míjela dodávka. Otačejí se zpět za ní.
Dodávka náhle zezadu a v plné rychlosti najíždí do červeného sporťáku. Johnny sevřený mezi dvěma osobními auty umírá. Policisté na ni míří zbraněmi, za volantem sedí mrtvý člověk a vedle něho je v pytli svázaná osoba. V nastalém chaosu je zastřelen Conrad, kterému naoko svázaný únosce přehazuje pytel přes horní část těla a později vychází najevo, že smrtící kulky mu neúmyslně zasadil kolega Bennett. Hledaný vrah maskovaný obličejovou maskou pak na poli zatřeluje matku a syna, stejně tak otce. Bobbi schovaná se Stephanie v policejním voze a policista Bennett vyváznou životem. 
Děj se vrací do reálného času na stanici, kam přichází zpráva o zavražděných agentech FBI v blízkém motelu. Andersonová s policisty Wrightem a Degrassem přerušuje jimi vedené výslechy a rozjíždí se společně na místo činu. Degrasso nalézá na zadním sedadle bednu s fotkami, které si během jízdy prohlíží. Je šokován, když na jedné z nich spatří Andersonovou pózující s tělem zavražděné oběti. Sledován jí ve zpětném zrcátku, domnělá agentka tasí zbraň a oba policisty zabíjí. Poté je vykládá u silnice do polí a vrací se zpět. 
Agent Hallaway zatím na stanici odebírá Bennettovi zbraň a začíná ho za přítomnosti kapitána a Bobbi vyslýchat. Dobírá si jej, že to byl právě on, kdo kolegu zastřelil. Tím odhaluje překvapeným přítomným svou roli v dané krvavé lázni – je hledaný vrah. Kapitána usmrcuje kulkou do hlavy, omráčí i Bennetta, jenž padá ze židle. Bobbi se pak Hallaway ptá, jestli již někdo z jeho cílů přežil a má nějakou šanci. Andersonová se vrací na stanici a začíná se společníkem rozehrávat milostnou hru nad přivázanou Bobbi, kterou následně zabíjí. Bennett se probírá z bezvědomí a neúspěšně se snaží kulkou zasáhnout Hallawaye, jenž jej zastřelí. 
Při odjezdu násilníků z policejní stanice je odhalena pasáž, jak zabili skutečné agenty FBI v motelu a převzali jejich identitu. Na cestě nyní spatřují malou Stephanie, kterou bohorovně nechávají žít, protože je dříve jako jediná odhalila ze stejného způsobu držení se za ruce. To bylko shodné jak při „krvavé lázni“ na silnici, tak na policejní stanici, a Andersenové se to zdá být romantické.

## Obsazení
| Julia Ormond     | Elizabeth Andersonová  |
| Bill Pullman     | Sam Hallaway           |
| Pell James       | Bobbi Prescott         |
| Ryan Simpkinsová | Stephanie              |
| Michael Ironside | kapitán Billings       |
| French Stewart   | policista Jim Conrad   |
| Kent Harper      | policista Jack Bennett |
| Mac Miller       | Johnny                 |
| Hugh Dillon      | otec                   |
| Cheri Oteriová   | matka                  |

## Produkce
Jennifer Lynchová uvedla, že původní scénář napsal Kent Harper, který vycházel z myšlenky čarodějek. Název snímku je odvozen z bezpečnostních sledovacích (surveillance) kamer a z toho, jak „lidé upravují své příběhy podle prožitků a podle jejich očekávatelnosti ze strany druhých.“ Postava malé dívky byla inspirována skutečnou dcerou režisérky Sydney.